# محافظة البادية الجنوبية

محافظة البادية الجنوبية هي إحدى التقسيمات الإدارية التي كانت موجود في العراق خلال الخمسينيات وهي منطقة البادية من محافظتي النجف والمثنى وجزء من محافظة البصرة الآن.
كانت تشمل مع محافظة البادية الشمالية غالبية المنطقة الصحراوية الغربية والجنوبية الغربية من العراق.
أما البادية الثالثة فهي بادية الجزيرة وهي التي تقع بين الموصل والأنبار.